# Zadní Třebaň
Zadní Třebaň (německy Hintertrebain, často chybně uváděna jako Zadní Třebáň) je obec, která leží v okrese Beroun. Má 977 obyvatel a její katastrální území má rozlohu 357 ha.

## Poloha
Ve vzdálenosti 12 km západně leží město Beroun,  23 km západně město Hořovice a 25 km severovýchodně hlavní město Praha. Zadní Třebaň se nachází rovněž na významné železniční trati, hlavní vedoucí z metropole Prahy do Plzně. Nedaleko se rovněž nachází i obec Karlštejn s hojně turisty navštěvovaným hradem. S Hlásnou Třebaní je Zadní Třebaň spojena lávkou pro pěší přes řeku Berounku.

## Historie
První písemné zmínky o obci pocházejí z přelomu 10. a 11. století, zhruba od století čtrnáctého se používá současný název. Část obce Třebaň blíže hradu a před řekou je uváděna jako „Přední“ a část vzdálenější, za řekou, jako „Zadní“; po nějaké době byla Přední Třebaň přejmenována na „Hlásnou“.
V letech 1850–1879 k obci patřila Rovina.

### Územněsprávní začlenění
Dějiny územněsprávního začleňování zahrnují období od roku 1850 do současnosti. V chronologickém přehledu je uvedena územně administrativní příslušnost obce v roce, kdy ke změně došlo:
- 1850 země česká, kraj Praha, politický okres Smíchov, soudní okres Beroun[5]
- 1855 země česká, kraj Praha, soudní okres Beroun
- 1868 země česká, politický okres Hořovice, soudní okres Beroun
- 1936 země česká, politický i soudní okres Beroun[6]
- 1939 země česká, Oberlandrat Kolín, politický i soudní okres Beroun[7]
- 1942 země česká, Oberlandrat Praha, politický i soudní okres Beroun[8]
- 1945 země česká, správní i soudní okres Beroun[9]
- 1949 Pražský kraj, okres Beroun[10]
- 1960 Středočeský kraj, okres Beroun
- 2003 Středočeský kraj, okres Beroun, obec s rozšířenou působností Beroun

### Rok 1932
V obci Zadní Třebaň (367 obyvatel, poštovna) byly v roce 1932 evidovány tyto živnosti a obchody: lékař, autodopravce, výroba cementového zboží, obchod s dřívím, holič, 2 hostince, hotel Mestek, instalatér, košíkář, kovář, mlýn, obuvník, 3 pekaři, obchod s lahvovým pivem, 6 rolníků, řezník, sadař, 4 obchody se smíšeným zbožím, 2 truhláři, 2 zámečníci, zednický mistr. 
Dopravní síť

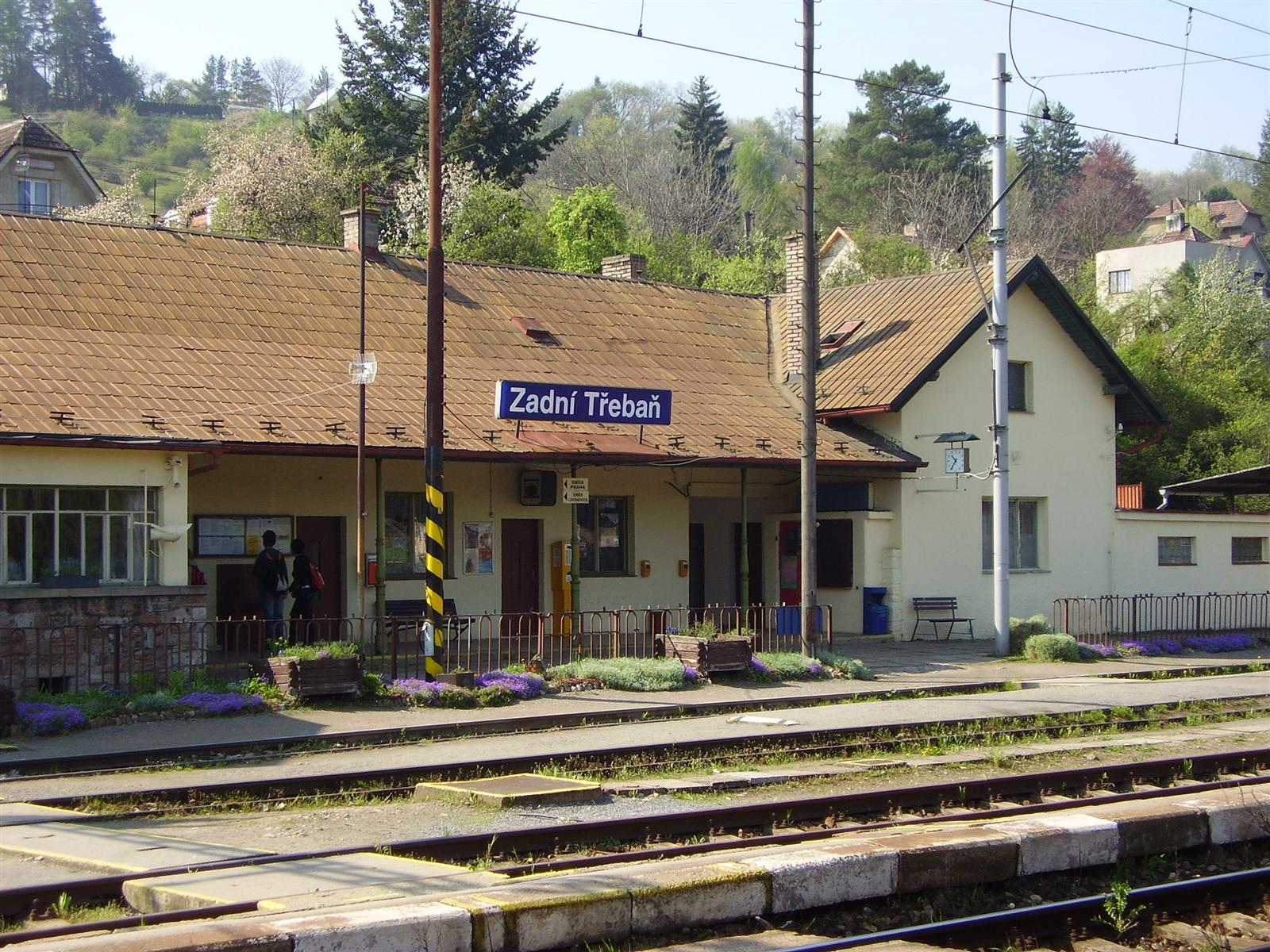
Nádraží v Zadní Třebani

- Pozemní komunikace – Do obce vedou silnice III. třídy.

- Železnice – Obcí vede železniční Trať 171 Praha - Beroun. Je to dvoukolejná elektrizovaná celostátní trať, součást 3. koridoru, doprava na ní byla zahájena roku 1862. V obci z ní odbočuje železniční Trať 172 Zadní Třebaň - Lochovice. Je to jednokolejná regionální trať, doprava byla zahájena roku 1901. Na území obce leží odbočná železniční stanice Zadní Třebaň.

Veřejná doprava 2011
- Autobusová doprava – Do obce jezdily autobusové linky Beroun-Zadní Třebaň (v pracovních dnech 4 spoje) a Hořovice-Zadní Třebaň (v pracovních dnech 1 spoj) (dopravce PROBO BUS, a. s.).

- Železniční doprava – Po trati 171 vede linka S7 (Český Brod - Praha - Beroun) v rámci pražského systému Esko. Tratí 171 projíždělo v pracovních dnech 28 párů osobních vlaků, o víkendu 27 párů osobních vlaků. Po trati 172 jezdilo v pracovních dnech 8 párů osobních vlaků, o víkendu 7 párů osobních vlaků.

## Fotogalerie

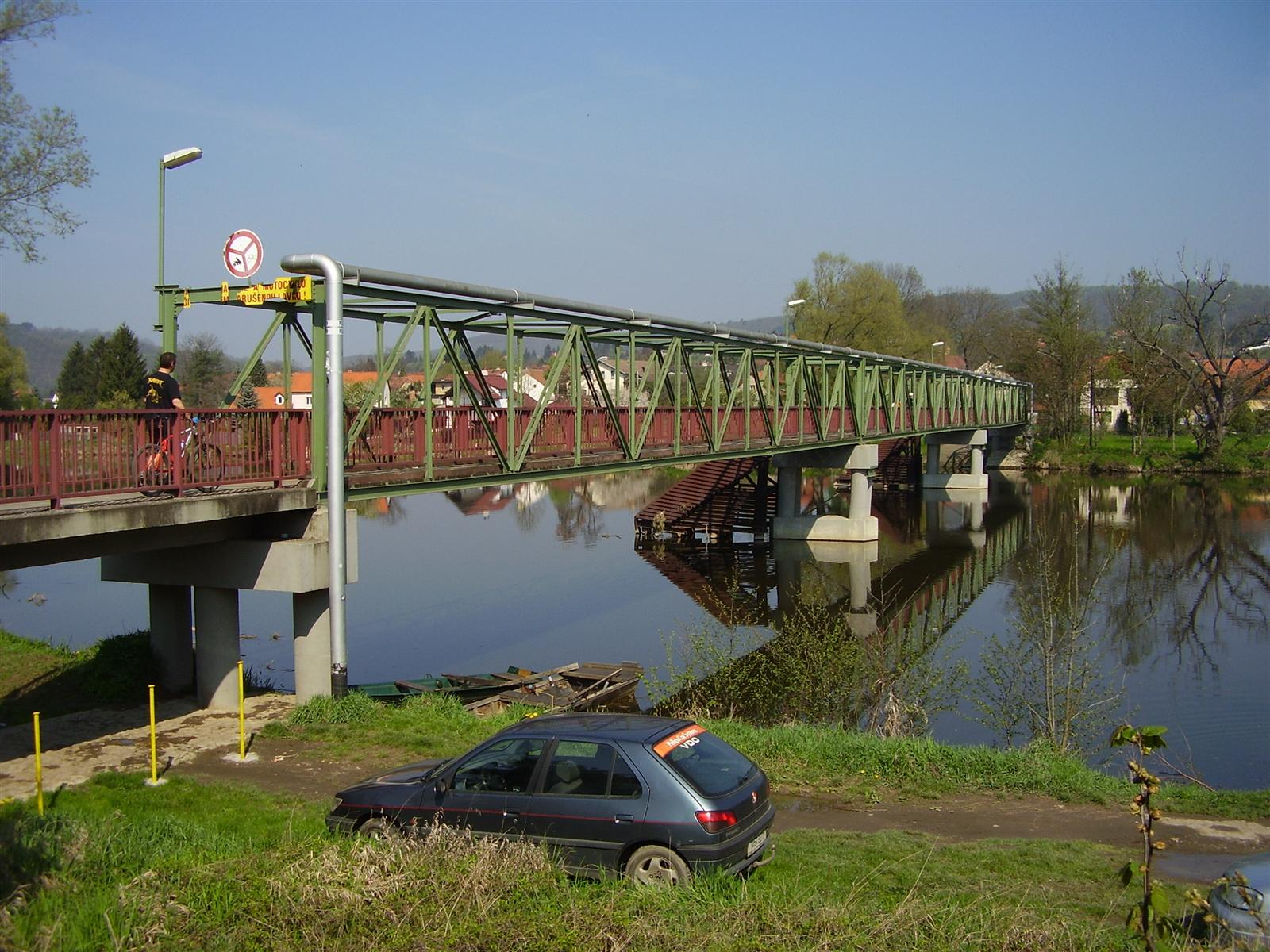
Lávka přes Berounku mezi Zadní a Hlásnou Třebaní - hladina na klidové úrovni
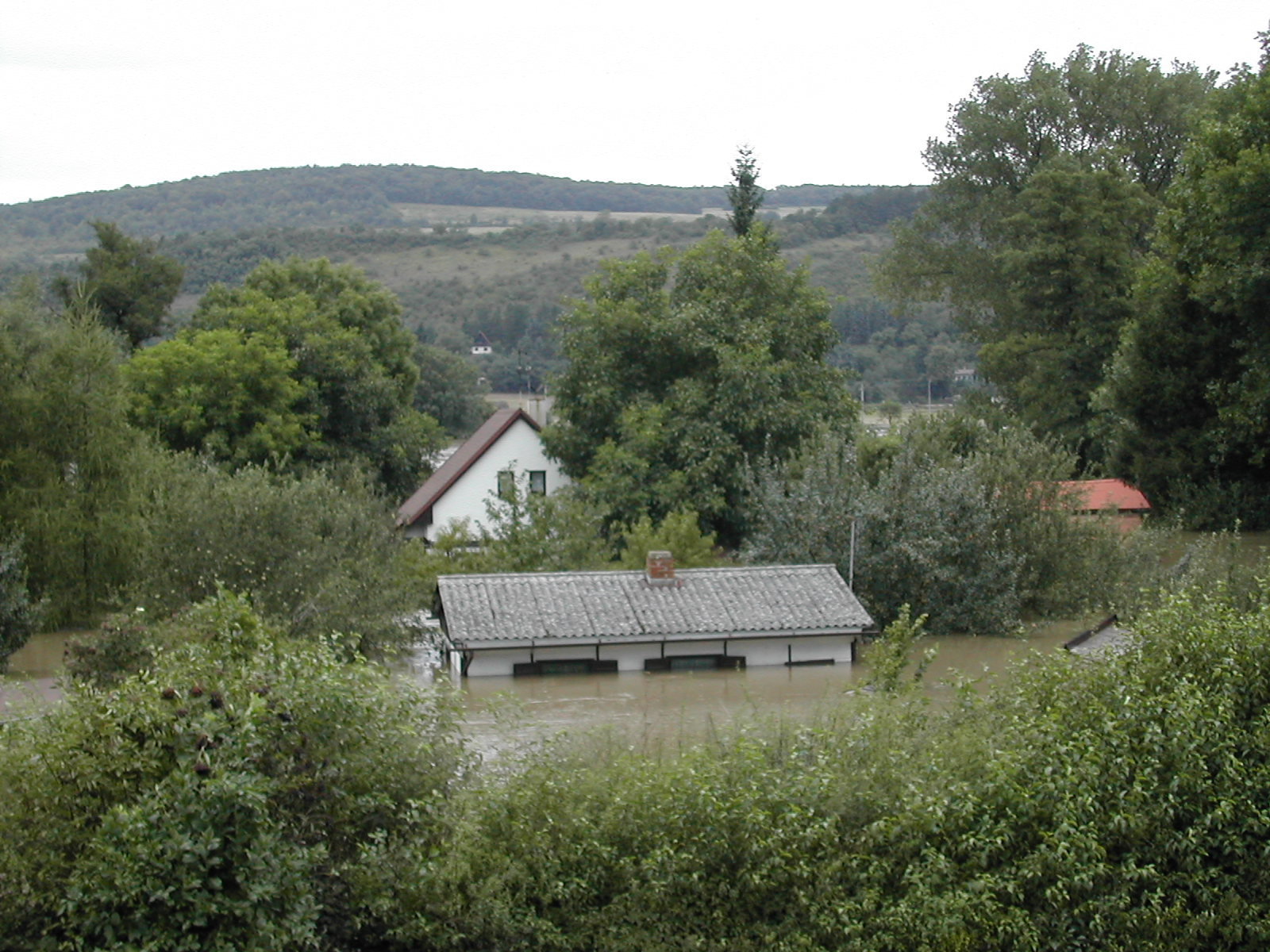
Zadní Třebaň-Chaty u Berounky - záplavy 2002 - chata téměř pod vodou
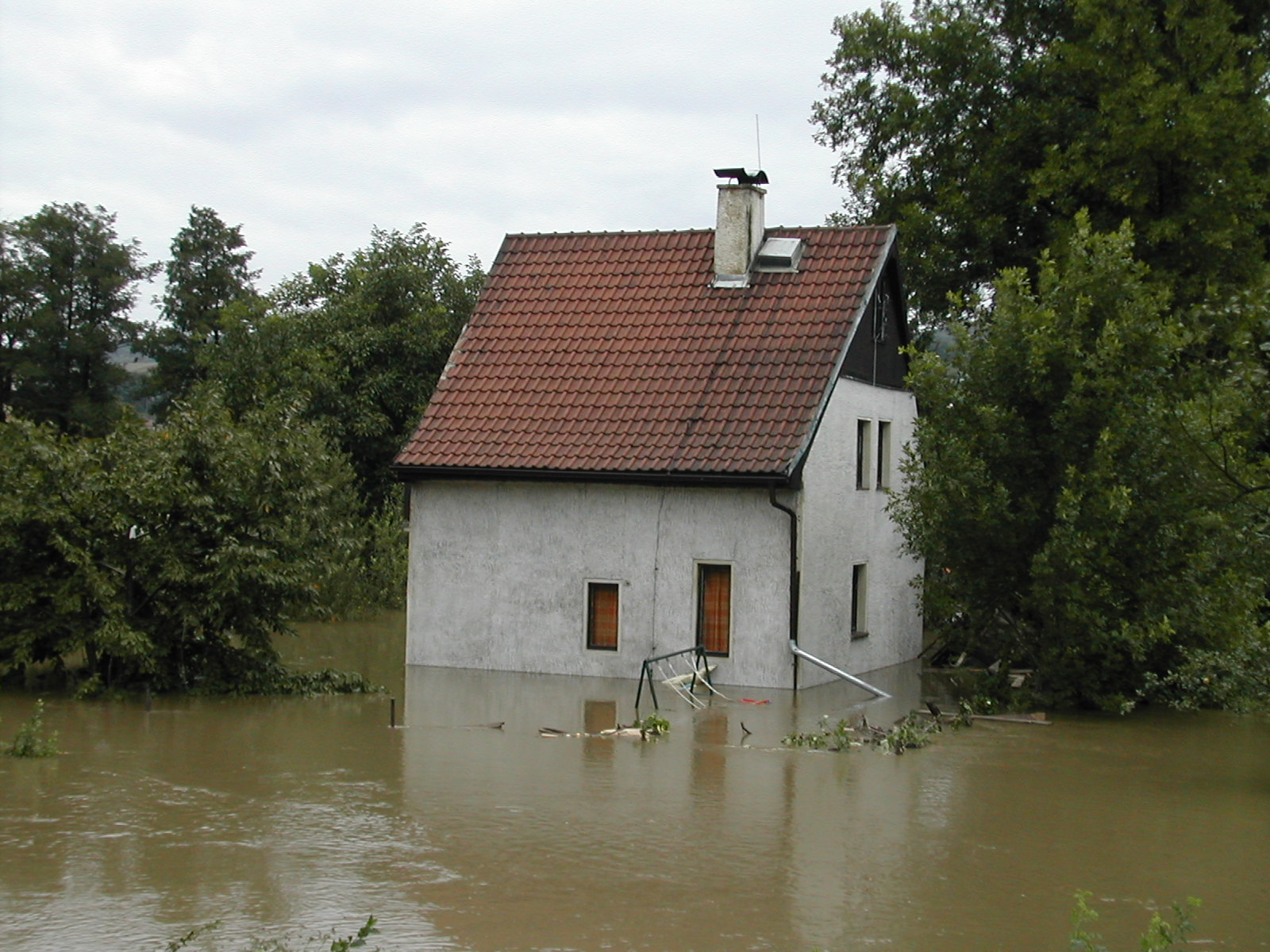
Zadní Třebaň-Chata u Berounky - záplavy 2002 - Voda stoupá
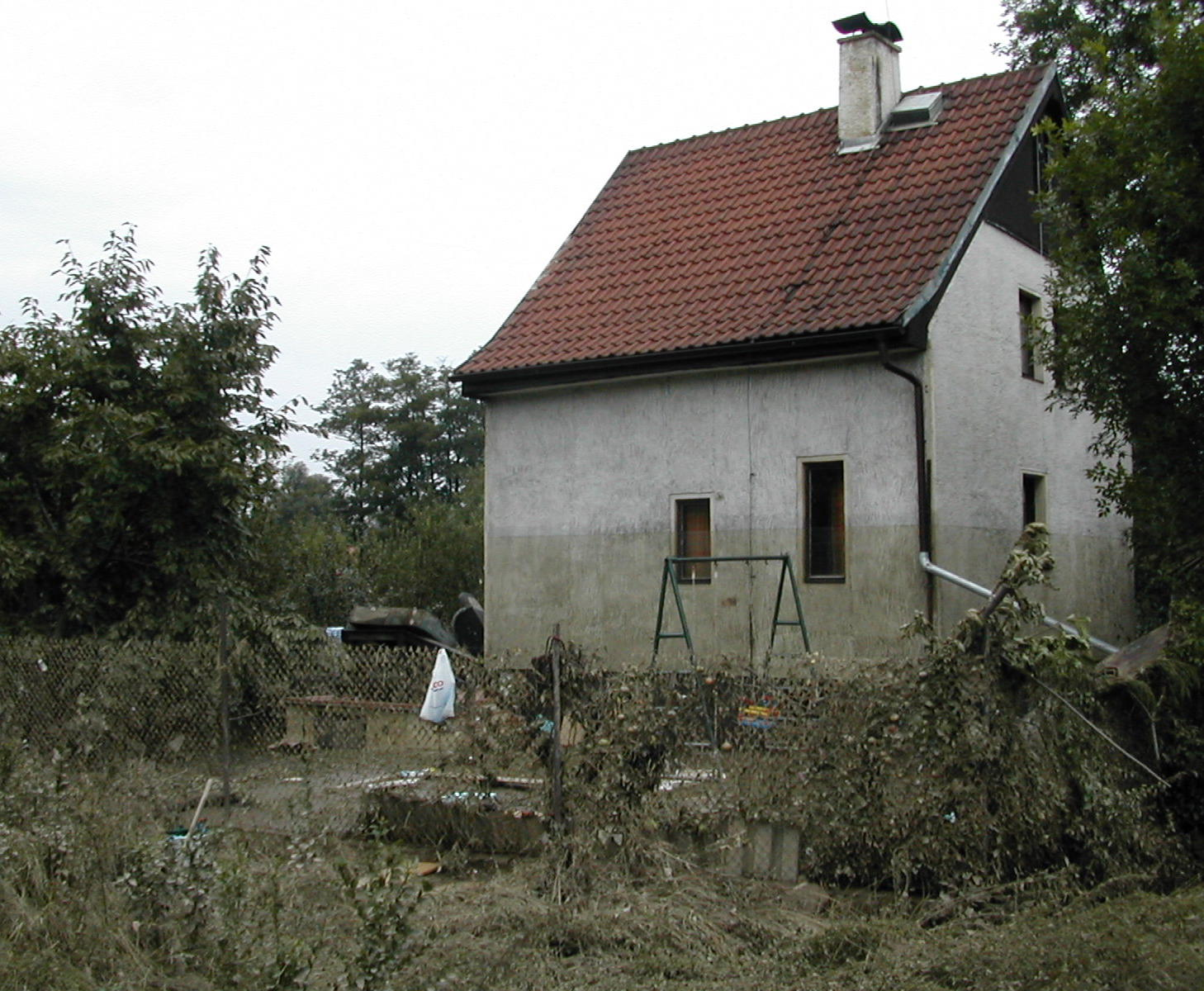
Zadní Třebaň - Chata u Berounky - záplavy 2002 - Voda klesla - Maximum záplavy je vyznačeno na omítce
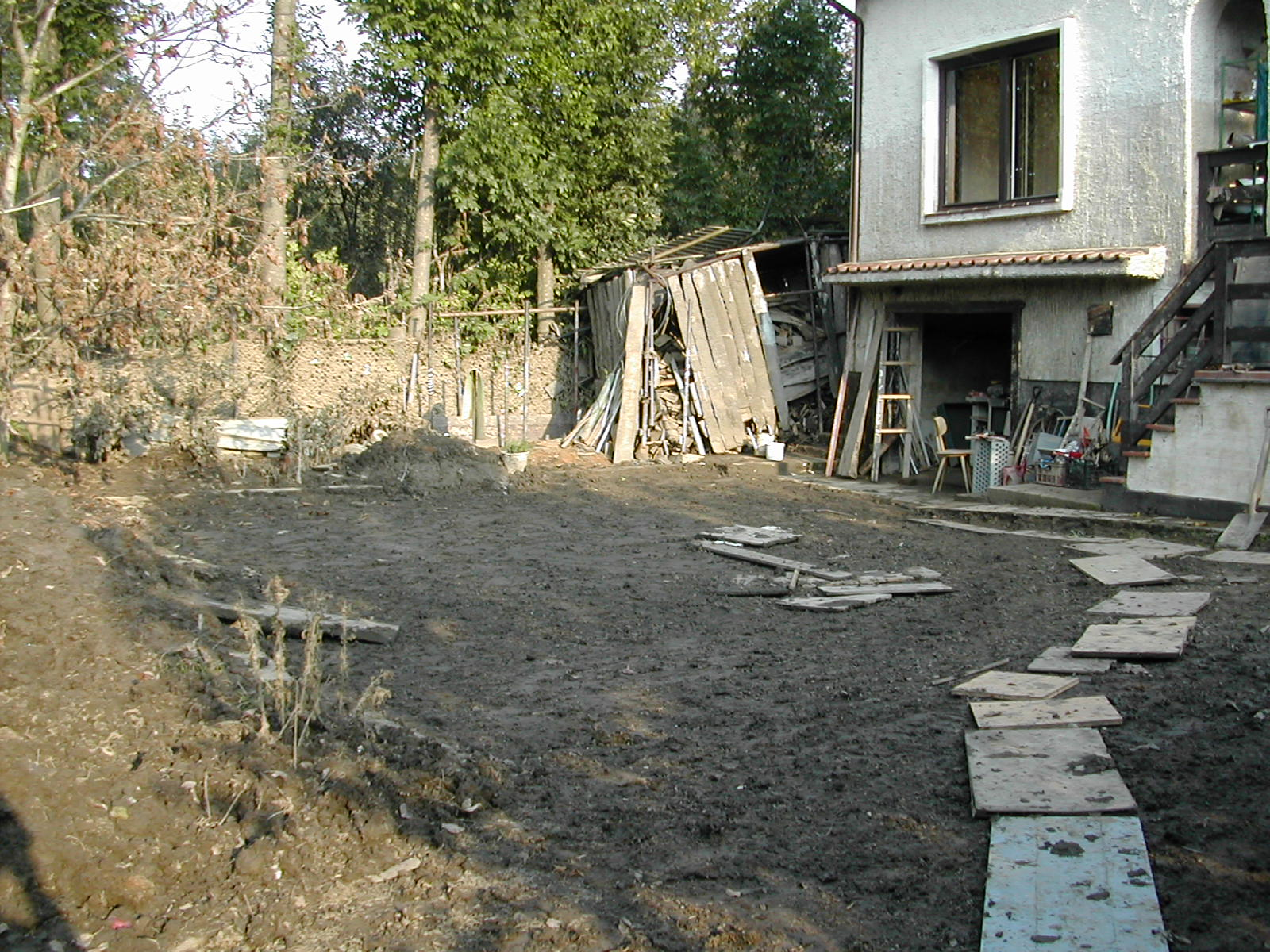
Zadní Třebaň - Chata u Berounky - záplavy 2002 - Voda klesla - Maximum záplavy lze vidět na omítce (okno v 1. patře)
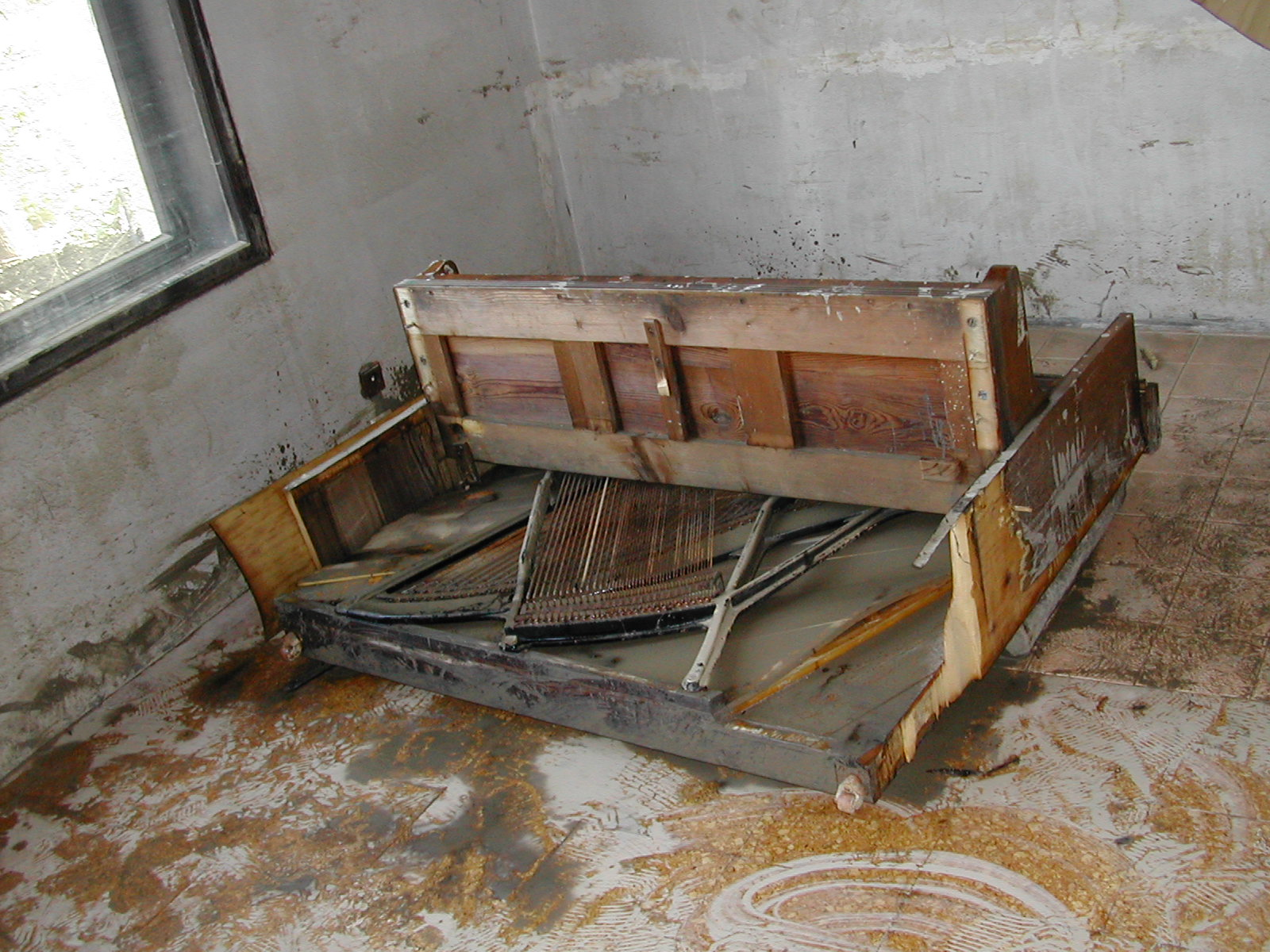
Zadní Třebaň - Chata u Berounky - záplavy 2002 - Voda klesla - Pianino (1. patro nad garáží)